# Автозак
Автоза́к (автомобиль для перевозки заключённых, подозреваемых и обвиняемых (ПиО)) — специальный автомобиль на базе грузового автомобиля, автобуса или микроавтобуса, оборудованный для перевозки подозреваемых и обвиняемых (спецконтингента) в условиях, исключающих нарушение установленного режима содержания, в том числе совершение побега.

## Автозаки в СССР и России
Спецавтомобиль состоит из стандартного (без доработки) шасси грузовых автомобилей ГАЗ, ЗИЛ, КамАЗ, КрАЗ, «Урал», МАЗ, автобусов КАвЗ, ПАЗ и «ГАЗель» и также с 2017 года УАЗ Профи и кузова, в котором размещены инженерно-технические средства охраны.
К оборудованию специальных автомобилей относятся: спецкузов, осветительные приборы, средства оповещения и связи.
Конструкция спецавтомобилей должна обеспечивать:
- наличие в рабочем салоне линии охраны с четырёх сторон;
- строго раздельное размещение осужденных в камерах по видам режима в соответствии с УПК РФ, УИК РФ и КоАП РФ.

Для обеспечения этих требований на грузовые шасси автомобилей устанавливается спецкузов. В кузовах автофургонов и рабочих салонов автобусов оборудуются помещения для караула и камеры для осужденных.
Спецкузов цельнометаллический, каркасный с теплоизоляцией между наружной и внутренней стенками. Наружная обшивка кузова и внутренняя обшивка камер выполнены из листовой стали толщиной не менее 0,8 мм.
Камеры для осужденных подразделяются на общие и одиночные и располагаются в задней части спецкузова и рабочего салона автомобиля. Количество и расположение камер зависит от назначения спецавтомобиля и его марки.
Спецкузов крепится к раме шасси крепежными элементами, аналогичными по конструкции, количеству и материалу элементам крепления бортового кузова базового автомобиля той же или большей массы.
Пол кузова обивается листовой сталью толщиной с нахлестом на борта. Основание кузова — сварное из стальных профилей. Размер ячейки между профилями основания — не более 300×300 мм, образует противопобеговую решетку основания.
Помещение для караула располагается в передней части спецкузова и рабочего салона.

В отсеке для личного состава караула устанавливаются полумягкие сиденья с раздельными спинками. Сиденья караула могут быть многоместными и одноместными стационарными, а также одноместными откидными.
Входные двери в помещение караула могут быть распашными или сдвижными. Проем двери в кузовных спецавтомобилях — не менее 1540×580 мм; в спецавтомобилях на базе фургонов и автобусов — определяется их конструктивными особенностями. На дверях должны быть установлены ограничители открывания. В двери устанавливается окно со сдвижным остеклением и защитной решеткой с внутренней стороны, между окном и решеткой должна располагаться сдвижная шторка.
Камеры для спецконтингента оборудуются сиденьями жесткой конструкции с раздельными спинками. Сиденья в камерах стационарные, закрепленные на металлическом каркасе, конструктивно исключается возможность отворачивания крепежных элементов сидений без применения инструментов.
Одиночные камеры для спецконтингента оборудуются распашными или сдвижными металлическими каркасными дверями. Полотно дверей сплошное со смотровым глазком и верхними и нижними вентиляционными отверстиями. Смотровой глазок — с поворотной заглушкой.
Общие камеры оборудуются одностворчатыми решетчатыми распашными дверями из стального прутка с ячейкой 40×40 мм.
Зазор между стойкой дверного проема и дверью со стороны замка — 3±1 мм.

Двери камер оснащены механическими замками с автоматически захлопывающимся ригелем и съемными ручками. Конструктивно обеспечена невозможность доступа к ригелю изнутри камер.
На дверях камер установлены задвижки с проушинами под навесной замок. Все висячие замки для камер одного спецавтомобиля должны иметь одинаковые ключи.
Входная дверь оборудуется замковым устройством. Аварийные люки камер кузова фиксируют запорными устройствами типа «булавка» из стали.
Естественная вентиляция спецкузова и рабочего салона осуществляется через окно во входной двери и аварийно-вентиляционный люк в крыше помещения караула и вентиляционные лючки в камерах. Люки оборудуются запорным устройством типа «булавка». Возможна установка системы принудительной приточно-вытяжной вентиляции.
Проем люка — не менее 470×500 мм, выдерживает усилие выдавливания 5 т, направленное вертикально вверх, без потери работоспособности и без остаточных деформаций.
Аварийно-вентиляционный открывается снаружи и изнутри. Аварийный люк — только снаружи.

Отопление рабочего салона осуществляется дополнительным отопителем, работающим на принципе отбора тепла от жидкости системы охлаждения двигателя или независимыми отопителями.
Линии освещения прокладываются под обшивкой крыши кузова автомобиля. Плафоны устанавливаются на потолке кузова: в малых камерах — по одному, в больших — два-четыре, в отсеке караула — два. В камерах плафоны защищаются металлическими решетками. Для дополнительного освещения общих камер на передней стенке помещения караула устанавливается фара-искатель.
В помещении караула также устанавливается щиток с выключателями, обеспечивающий раздельное включение освещения в камерах, в помещении караула, дополнительного отопителя.
Каждый спецавтомобиль оснащается габаритными фонарями (передними и задними) в верхней части кузова.
Для обеспечения связи между караулом и стационарными узлами связи, имеющимися по маршруту конвоирования, специальные автомобили оснащаются автомобильными УКВ-радиостанциями.
Для обеспечения личного состава караула телефонной связью в спецавтомобилях устанавливается сигнально-переговорное устройство (СПУ). Кроме этого, для связи могут быть использованы системы видеонаблюдения.
Сигнализационно-переговорное устройство «Незабудка» обеспечивает:
1. Двухстороннюю связь между кузовом и кабиной;
2. Двухстороннюю ручную подачу звукового и светового сигналов «Вызов»;
3. Двухстороннюю ручную подачу звукового и светового сигналов «Тревога»;
4. Автоматическую подачу звукового и светового сигналов «Тревога» в следующих случаях:

- при открывании одной или нескольких дверей;
- при обрыве или коротком замыкании соединительной линии между постовым устройством и датчиками;
- при обрыве или коротком замыкании соединительной линии между кабинным пультом и постовым устройством.

Выхлопная система спецавтомобилей на базе грузовых шасси доработана: обеспечен вывод выхлопной трубы за обрез кузова на 40-50 мм.
Спецавтомобили комплектуются:
- огнетушителями — один у водителя, другой (другие) — в помещении караула, суммарной емкостью не менее 5 л;
- аптечками медицинской помощи (2 шт.);
- противооткатными упорами;
- знаком аварийной остановки.

Зачастую автозак имеет скоб-трап для подъёма на крышу кузова.